# دانيل سيناني
دانيل سيناني (بالفرنسية: Danel Sinani)‏ (5 أبريل 1997 - ) هو لاعب كرة قدم لوكسمبورغي في مركز الوسط.

## مسيرته الكروية
لعب دانيل سيناني خلال مسيرته الاحترافية مع ناديين في خمسة مواسم وسجل خلالها 39 هدفًا ضمن 111 مباراة. ولم يفز بأي موسم بالكأس وفاز في موسمين بالدوري.
خاض دانيل سيناني مسيرته مع Racing FC Union Luxembourg ‏ في موسم 2015–16 ولمدة موسمين، مشاركًا في 47 مباراة سجل خلالها 9 أهداف. ثم انتقل إلى نادي إف91 دوديلانج في موسم 2017–18 واستمر معه طيلة ثلاثة مواسم، حيث شارك في 64 مباراة سجل خلالها 30 هدف.

## روابط خارجية
- دانيل سيناني على موقع الاتحاد الدولي (مؤرشف)  (الإنجليزية)
- دانيل سيناني على موقع الاتحاد الأوربي (الإنجليزية)
- دانيل سيناني على موقع قاعدة بيانات كرة القدم.إي يو (الإنجليزية)
- دانيل سيناني على موقع ناشيونال فوتبول تيمز (الإنجليزية)
- دانيل سيناني على موقع Soccerbase.com (لاعب) (الإنجليزية)
- دانيل سيناني على موقع Soccerway.com (الإنجليزية)
- دانيل سيناني على موقع عالم كرة القدم.نت (الإنجليزية)